# Enispe intermedia
Enispe intermedia är en fjärilsart som beskrevs av Rothschild 1916. Enispe intermedia ingår i släktet Enispe och familjen praktfjärilar. Inga underarter finns listade i Catalogue of Life.